# アレクサンドラ・スチュワルト
アレクサンドラ・スチュワルト（Alexandra Stewart, 1939年6月10日 - ）は、カナダ出身の女優。
フランス語圏・ケベック州の出身で、フランスにてデビュー。60年以上のキャリアを誇り、同国を中心に欧米を股にかけ活動している。

## 来歴
カナダ東部のケベック州のモントリオールで生まれる。1958年にフランスのパリに行き、コンセルヴァトワールで学ぶ。翌1959年、本格的に映画デビューした。以降、フランス映画をはじめ、ハリウッド映画、ドイツ映画、イギリス映画などに出演し、国際的に活躍している。テレビドラマへの出演も多い。
私生活ではルイ・マル監督との間に一女あり。
1963年4月1日から10日にかけて第3回フランス映画祭が東京都千代田区の東商ホールで開催された。ジャン＝ガブリエル・アルビコッコの『金色の眼の女』と『アメリカのねずみ』、『突然炎のごとく』『ミス・アメリカ パリを駆ける』『シベールの日曜日』『女はコワイです』『不滅の女』『地下室のメロディー』『地獄の決死隊』の計9本の長編と、短編映画『ふくろうの河』が上映された。スチュワルト、フランソワ・トリュフォー、アラン・ドロン、マリー・ラフォレ、セルジュ・ブールギニョン、アルベール・ラモリス、フランソワーズ・ブリオンらは映画祭に参加するため3月28日に来日した。
また、1965年の『Mickey One』（日本未公開）では俳優の藤原釜足と共演している。

## 主な出演作品
- 乙女の館 Club de femmes （1956年）
- 危険な関係 Les liaisons dangereuses （1959年）
- 唇によだれ L'eau à la bouche （1960年）
- ターザン大いに怒る Tarzan the Magnificent （1960年）
- 栄光への脱出 Exodus （1960年）
- 鬼火 Le feu follet （1963年） - キネマ旬報ベストテン第3位
- ロゴパグ Ro.Go.Pa.G. （1963年）
- 女と男のある限り Das große Liebesspiel （1963年）
- 歓びのテクニック Marcia nuziale （1965年）
- 秘密諜報員ジョン・ドレイク Danger Man （1965年）
- セイント 天国野郎 The Saint （1966年）
- 生き残った者の掟 La loi du survivant （1967年）
- 黒衣の花嫁 La mariée était en noir （1968年）
- 北国の旅愁 Waiting for Caroline （1968年）
- うたかたの日々 L'écume des jours （1968年）
- ポーラの涙 Bye bye, Barbara （1969年）
- ラブ・オア・マーダー 愛欲殺人 Kemek （1970年）
- ツェッペリン Zeppelin （1971年）
- アメリカの夜 La nuit américaine （1973年） - キネマ旬報ベストテン第7位
- マルセイユ特急 The Marseille Contract （1974年）
- ブラック・ムーン Black Moon （1975年）
- 地獄のキャッツ・アイ/呪いの爪 The Uncanny （1977年）
- さよならエマニエル夫人 Goodbye Emmanuelle （1977年）
- ブルー・エクスタシー/官能の夜　In Praise of Older Women （1978年）
- THEエージェンシー Agency （1980年）
- ラスト・カーチェイス The Last Chase （1980年）
- スキャンダラス・ラブ Your Ticket Is No Longer Valid （1981年）
- マダムクロード2/情事の罠 Madame Claude 2 （1981年）
- 愛と哀しみのボレロ Les uns et les autres （1981年）
- ココ・シャネル Chanel Solitaire （1981年）
- 他人の血 Le sang des autres （1984年）
- 官能のメヌエット/解き放たれた愛欲の宴 Femmes （1983年）
- ミストラルの娘 Mistral's Daughter （1984年）
- プリンス/アンダー・ザ・チェリー・ムーン Under the Cherry Moon （1986年）
- 愛と復讐のヒロイン Sins （1986年）
- フランティック Frantic （1988年）
- シャンペンチャーリー Champagne Charlie （1989年）
- 煉獄の中で The First Circle （1992年）
- まぼろし Sous le sable  （2001年） - キネマ旬報ベストテン第5位
- アガサ・クリスティーの奥さまは名探偵 Mon petit doigt m'a dit... （2005年）
- ヒドゥン・フェイス La cara oculta （2011年）

## 日本のテレビ番組出演
- スター千一夜（フジテレビ、1963年4月8日）